# Изговор
Изговор или изговарање је начин на који се реч чита или прича неки језик. То је начин на који неко користи глас да би произвео артикулисан звук те изговорио неку реч. Ако се каже да неко има „правилан изговор”, мисли се и на начин читања речи и на начин говорења језика унутар одређеног дијалекта.
A word can be spoken in different ways by various individuals or groups, depending on many factors, such as: the duration of the cultural exposure of their childhood, the location of their current residence, speech or voice disorders, their ethnic group, their social class, or their education.

## Од чега зависи изговор
Различити појединци или групе људи реч могу да изговоре на различите начине, што зависи од много фактора. Неки од тих фактора су:
- дужина културне изложености њиховог детињста[појаснити]
- место тренутног боравишта (пребивалишта)
- говорни и поремећаји гласа[11]
- припадност етничкој групи
- статус у друштву (друштвена класа)
- образовање[12]

## Лингвистичка терминологија
Слогови се броје као јединице звука (фони) који они користе у свом језику. Грана лингвистике која проучава ове јединице звука се зове фонетика. Фони, који играју исту улогу, груписани су у класе од. јединице које се зову фонеме; проучавањем фонема баве се науке фонемика, фонематика и фонологија. Фони, као компоненте артикулације, углавном се описују користећи Међународни фонетски алфабет (енгл. International Phonetic Alphabet, IPA) који одређује Међународна фонетска асоцијација (енгл. International Phonetic Association, IPA).